# Kia Seltos
Kia Seltos – samochód osobowy typu crossover klasy kompaktowej produkowany pod południowokoreańską marką Kia od 2019 roku.

## Historia i opis modelu

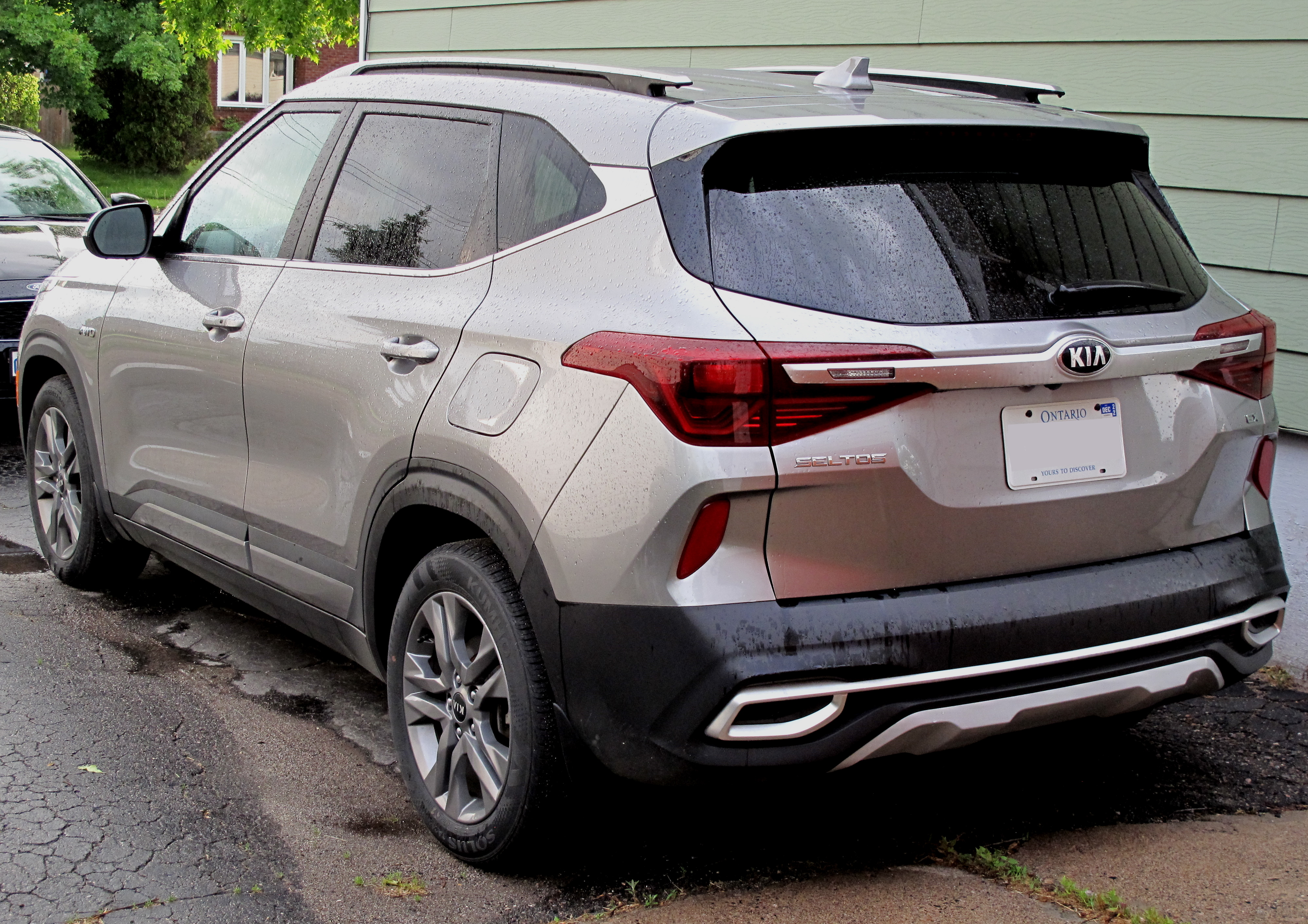
amerykańska Kia Seltos - tył

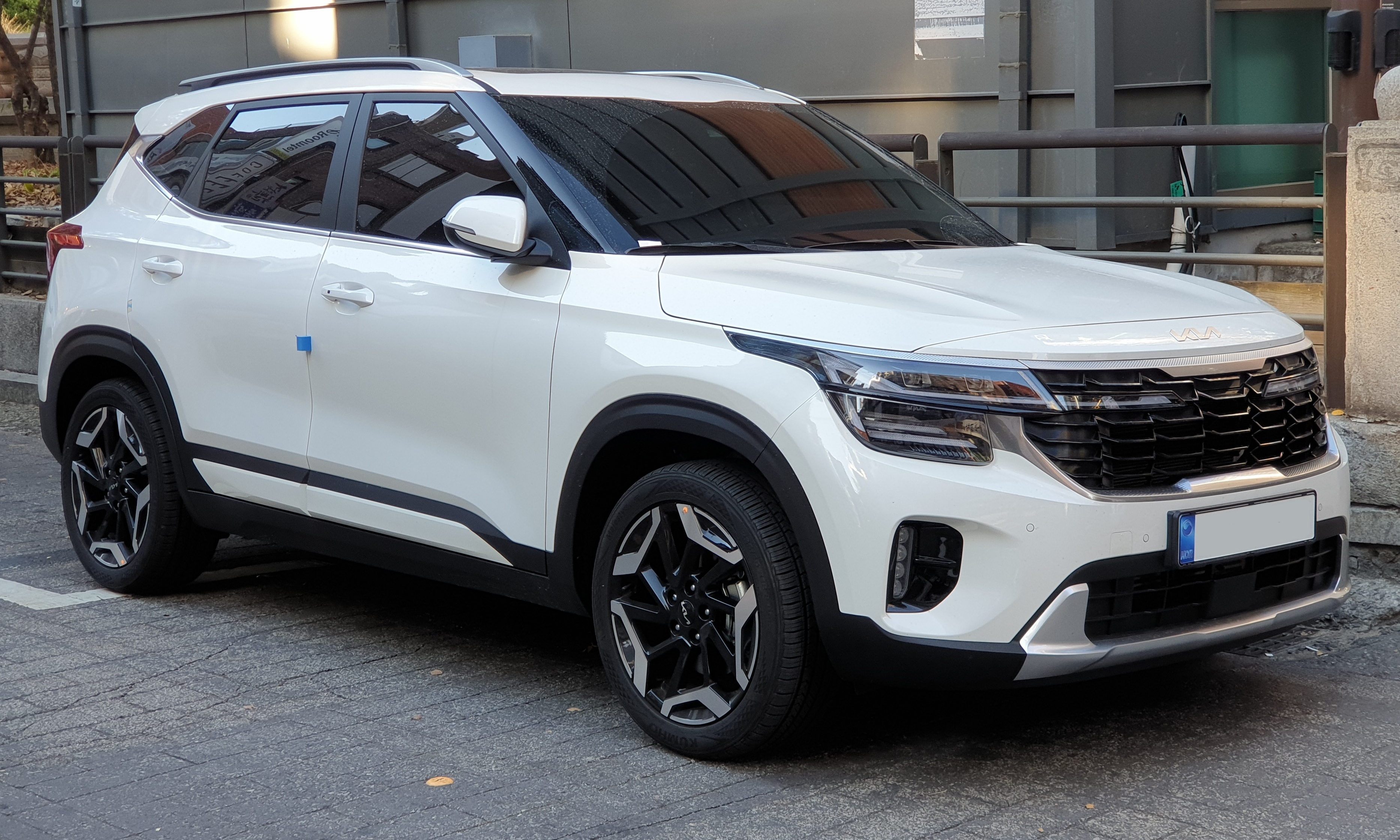
Kia Seltos po liftingu

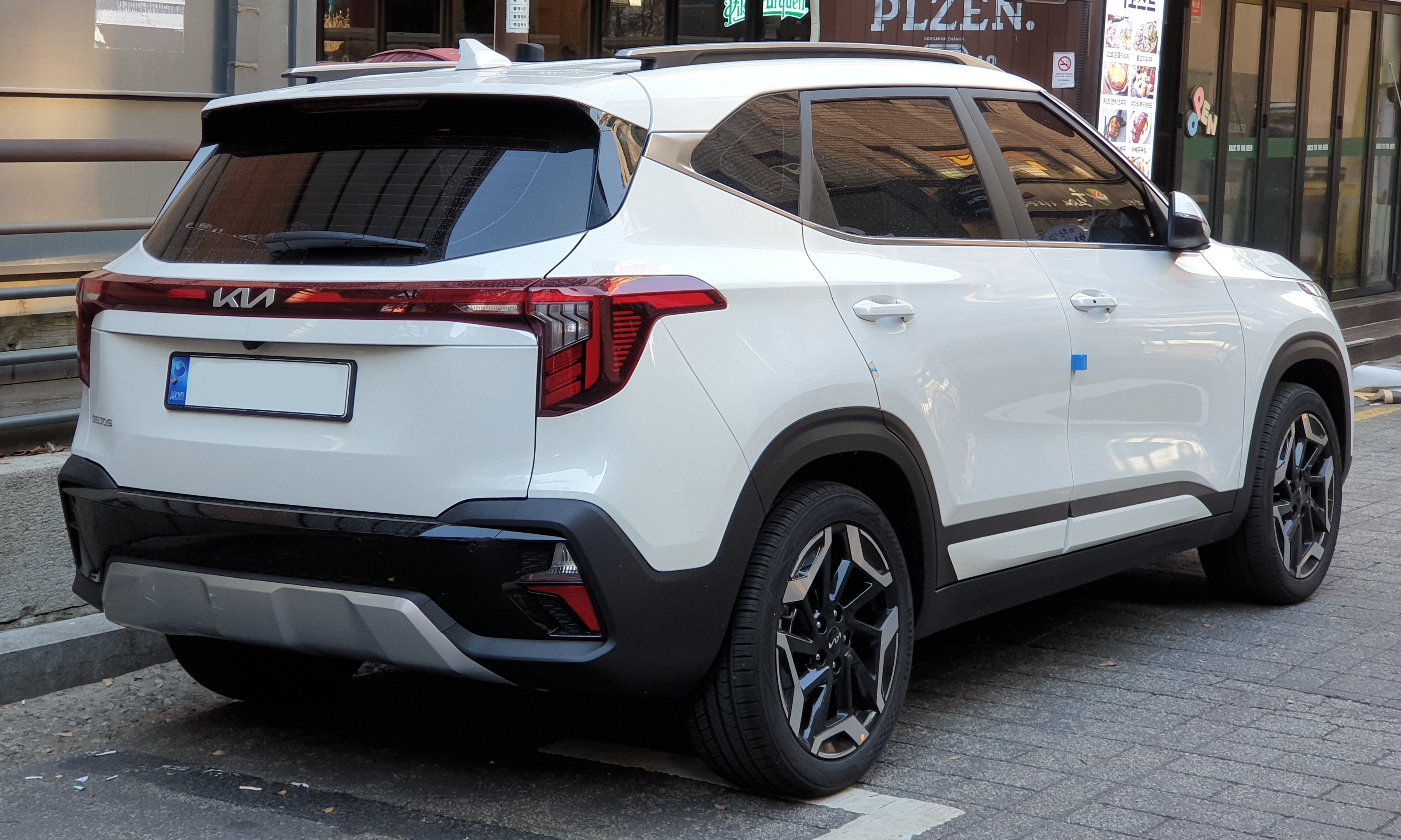
Kia Seltos - tył po liftingu

W lutym 2018 roku Kia przedstawiła studyjną zapowiedź nowego subkompaktowego crossovera o nazwie Kia SP Concept, który został przedstawiony podczas wystawy Auto Expo w Indiach. Trzy miesiące później, w maju 2018 roku oficjalnie potwierdzono plany wprowadzenia koncepcji prototypu SP Concept w formie seryjnego samochodu. Początkowo spekulowano, że pojazd otrzyma nazwę Kia Trazor, za to w drugiej połowie 2018 roku motoryzacyjne media podały do informacji domysły, jakoby pojazd miał trafić do sprzedaży jako Kia Tusker.
Na początku czerwca 2019 roku, na trzy tygodnie przed światowym debiutem, Kia ogłosiła, że jej nowy crossover otrzyma nazwę Kia Seltos. Seryjny pojazd w głębokim zakresie odtworzył stylizację prototypu z 2018 roku, wyróżniając się strzelistymi reflektorami z charakterystyczną łezką u spodu, a także dużą atrapą chłodnicy i zadartą ku górze linią dachu. Opcjonalnie samochód może wyróżniać się dwukolorowym malowaniem nadwozia, z inną barwą dachu.
Kabina pasażerska została utrzymana we wzornictwie tożsamym z innymi debiutującymi wówczas pojazdami Kii, na czele z poziomym układem przyrządów deski rozdzielczej. Nad pasem nawiewów umieszczono 10,25-calowy ekran dotykowy do sterowania systemem multimedialnym, a także podstawowymi funkcjami pojazdu.

### Lifting
W czerwcu 2022 roku zaprezentowana została Kia Seltos po kompleksowej restylizacji, która upodobniła samochód do nowego języka stylistycznego wdrożonego przez Karima Habiba w międzyczasie, rok wcześniej. Samochód zyskał przeprojektowane zderzaki, inny przedni wlot powietrza, nieregularnie ukształtowane diody LED w reflektorach obejmujące teraz także atrapę chłodnicy, a także nowe, trójramienne tylne lampy połączone świetlną listwą.
Zmiany objęły także kabinę pasażerską, gdzie zrezygnowano z dźwigni automatycznej skrzyni biegów na rzecz okrągłego selektora. Zmieniono kształt nawiewów i połączono pozbawiony daszku ekran zegarów z centrum sterowania systemem multimedialnym, który wzorem modeli EV6 i Sportage umieszczono pod jedną zakrzywioną taflą.

### Sprzedaż

#### SP2
Kia Seltos została skonstruowana z myślą o zapełnieniu luki między mniejszym modelem Soul, a większym Sportage, plasując się jednocześnie bliżej klasy miejskich crossoverów. Pojazd zbudowano z myślą o globalnych rynkach, opierając go o trzy różne platformy w zależności od specyfiki danej grupy państw.
Kia Seltos oparta na platformie Hyundai-Kia SP2 w pierwszej kolejności trafiła do sprzedaży w rodzimej Korei Południowej w sierpniu 2019 roku, a w październiku tego samego roku pojazd zadebiutował także w Australii i Nowej Zelandii. Miesiąc później, w listopadzie 2019 roku, rozpoczęła się także sprzedaż na Filipinach.
Pod koniec listopada 2019 Kia Seltos zadebiutowała również na rynkach Ameryki Północnej jak Stany Zjednoczone, Kanada czy Meksyk, odróżniając się jednocześnie bardziej ściętym u dołu wyglądem przedniego zderzaka. W styczniu 2020 roku Kia Seltos uzupełniła także ofertę producenta w Rosji.

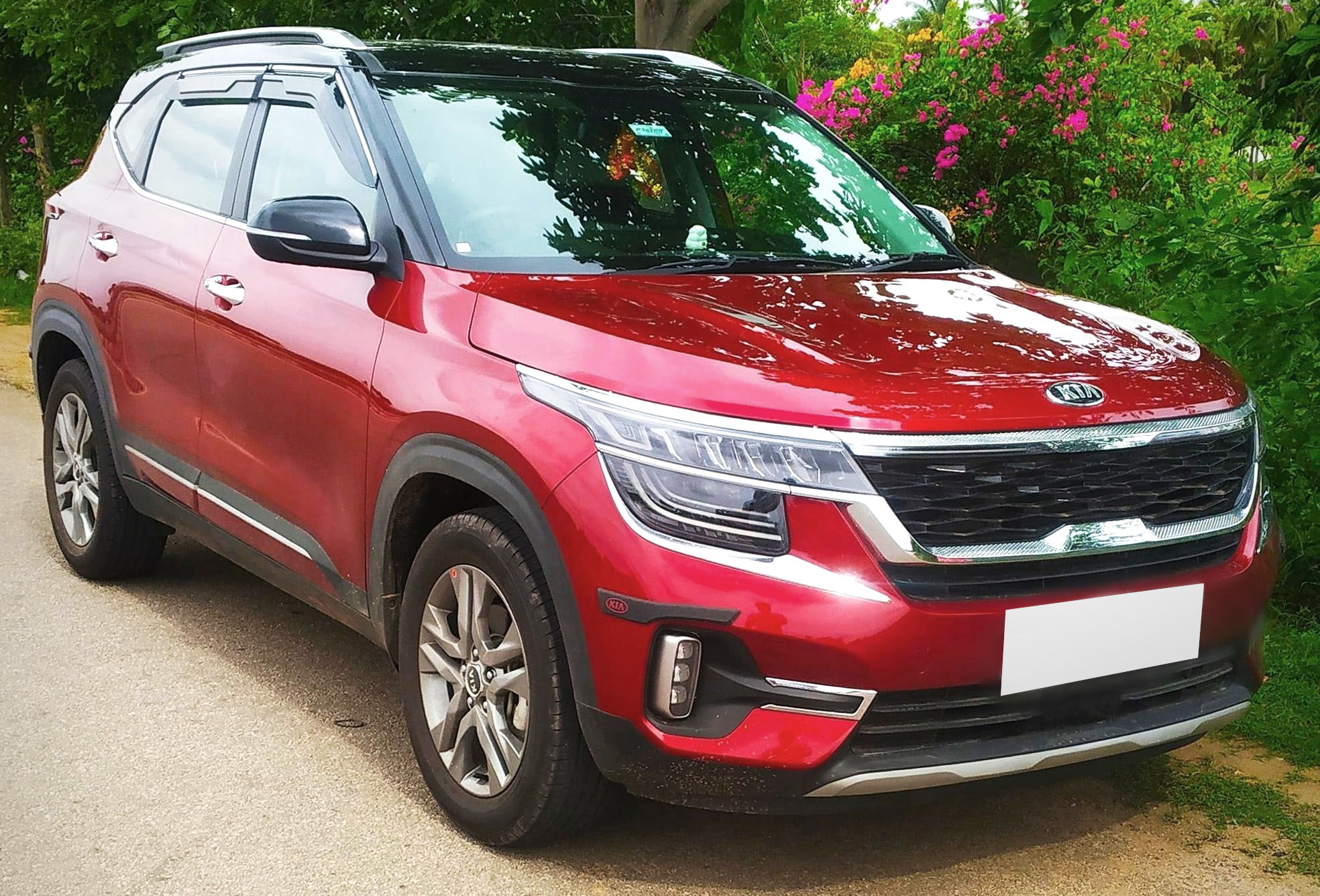
indyjska Kia Seltos

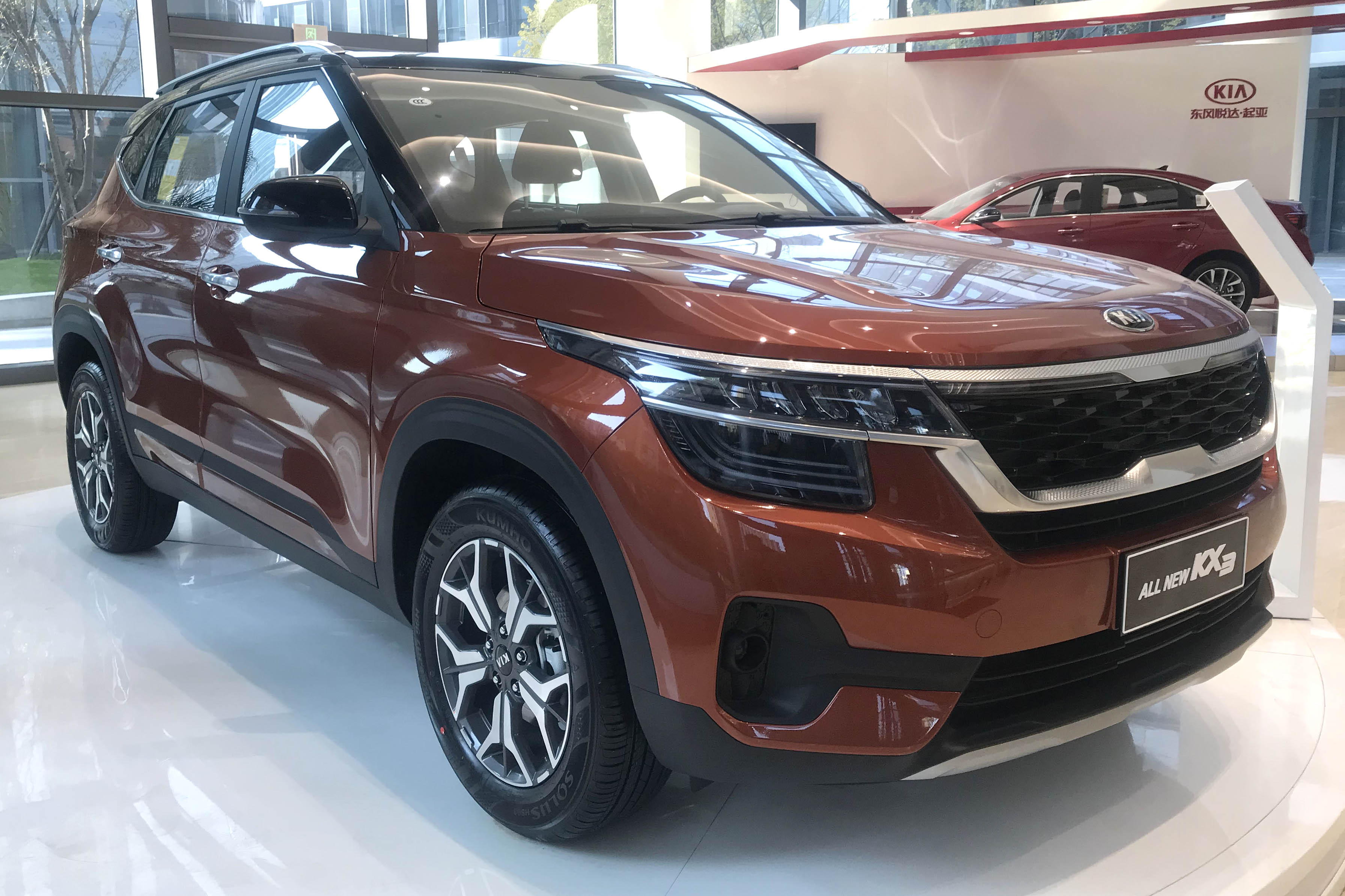
chińska Kia KX3

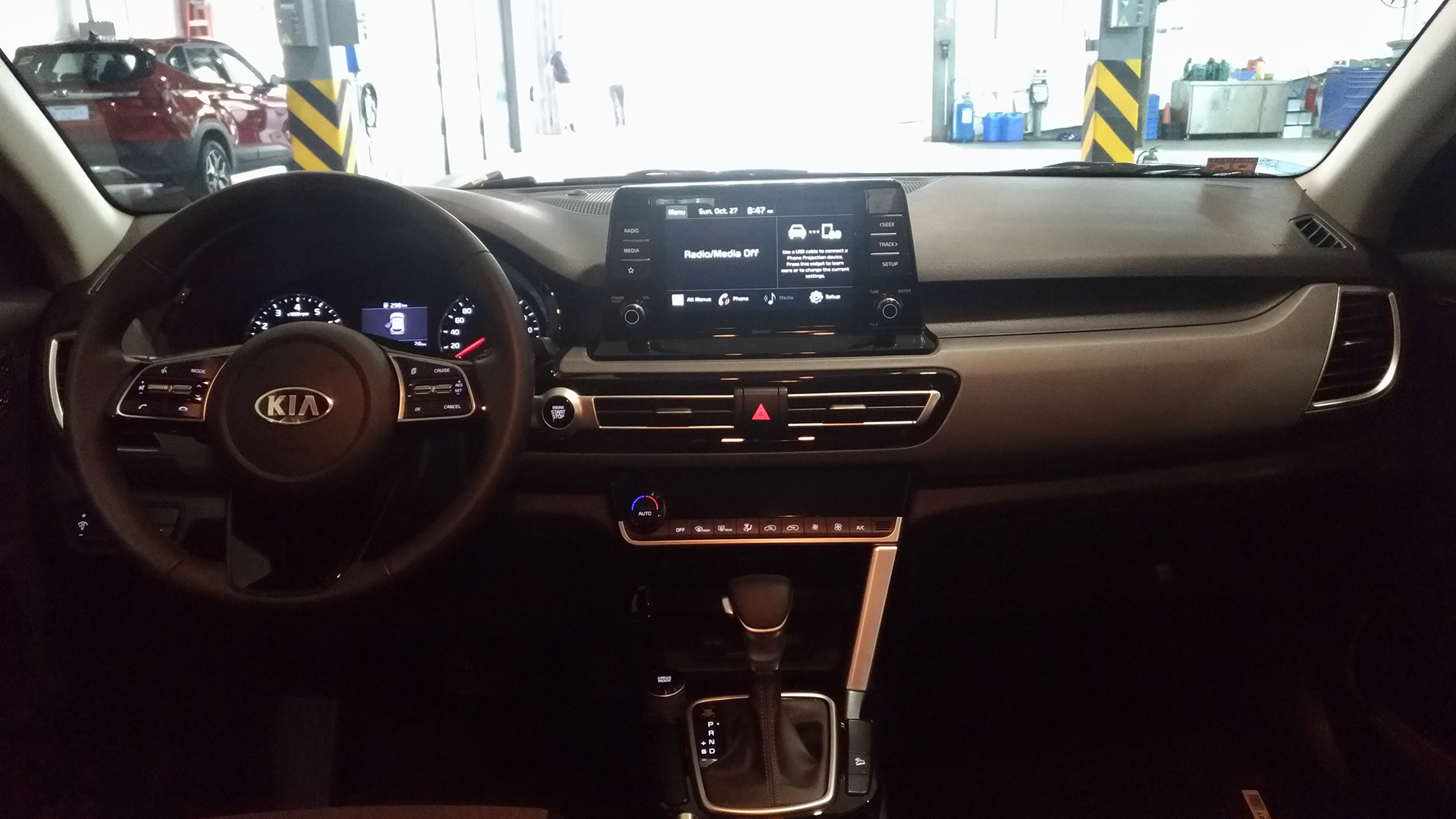
Kokpit wariantu produkowanego w Korei Południowej, eksportowanego m.in. do Stanów Zjednoczonych i Australii

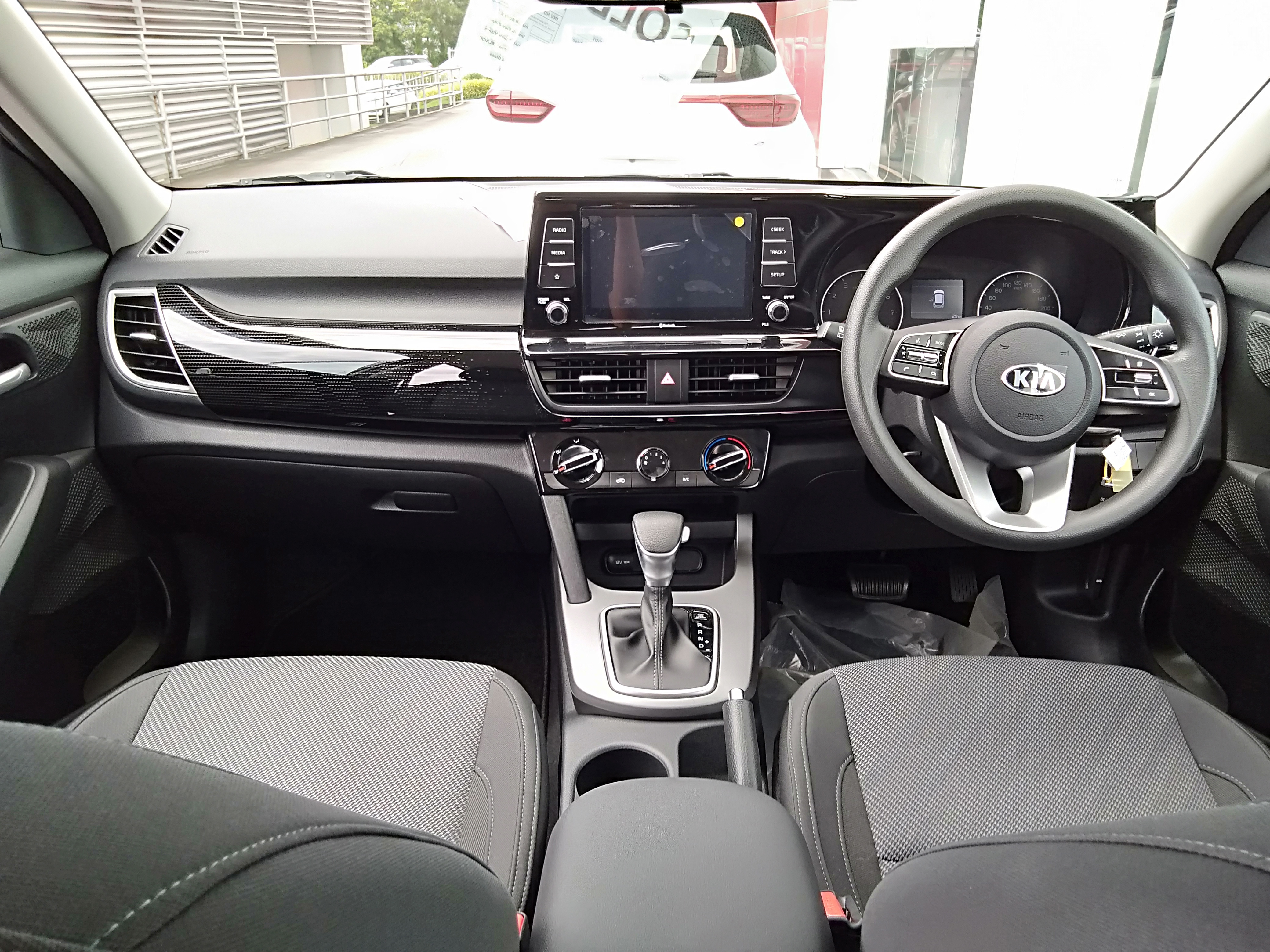
Kokpit wariantu produkowanego w Indiach i Wietnamie, eksportowanego m.in. do RPA, Indonezji czy Chile

#### SP2i
Dwa miesiące po debiucie globalnej Kii Seltos opartej na platformie SP2, w sierpniu 2019 roku w Indiach południowokoreański producent przedstawił lokalny wariant crossovera oparty na zbudowanej specjalnie dla rynków rozwijających się płycie podłogowej SP2i. Tutejszy Seltos odróżnia się krótszym rozstawem osi, krótszym nadwoziem, mniej obłymi nadkolami, a także maską kończącą się nie przed, a tuż na krawędzi atrapy chłodnicy.
Ponadto, pojazd zyskał inny wygląd konsoli centralnej z większymi nawiewami, a także charakterystycznym, bardziej zabudowanym ekranem systemu multimedialnego połączonego jednym płatem plastiku z zegarami. 
Poza rynkiem Indii, Kia Seltos oparta na platformie SP2i dla rynków rozwijających się trafiła w styczniu 2020 roku do sprzedaży na liczne rynki eksportowe. Znalazły się wśród nich państwa Azji Wschodniej jak Indonezja czy Malezja, a także Afryki (RPA), Bliskiego Wschodu czy Ameryki Południowej jak Peru czy Chile. W lipcu 2020 roku Kia Seltos w wariancie indyjskim trafiła również do produkcji i sprzedaż w Wietnamie.

#### SP2c
Jeszcze inną płytę podłogową, niż Seltos importowany na rynki globalne z Korei Południowej lub Indii, otrzymał wariant crossovera skonstruowany specjalnie na rynek chiński. Samochód trafił tam do sprzedaży jesienią 2019 roku jako druga generacja lokalnej linii modelowej Kia KX3, opierając się o platformę SP2c. W ten sposób, pojazd otrzymał znacznie większy rozstaw osi, a także dłuższe i wyższe nadwozie. Wystrój kokpitu jest bliższy wariantowi indyjskiemu, aniżeli południowokoreańskiemu. W kwietniu 2023 zadebiutował zrestylizowany model, w ramach czego chińska Kia KX3 zaadaptowała globalną nazwę Seltos.

### Europa
Pomimo faktu bycia samochodem globalnym, który trafił do sprzedaży na większości rynków samochodowych świata, Kia Seltos nie została wprowadzona do sprzedaży w Europie. Z myślą o tym rynku południowokoreański producent zbudował bowiem podobnej wielkości, lokalnie produkowany model XCeed, który w tutejszej ofercie pełni tę samą funkcję, co Seltos - stanowi mniejszą i tańszą alternatywę dla modelu Sportage.

### Silniki
Benzynowe:
- R4 1.4l T-GDI
- R4 1.5l MPI
- R4 1.6l MPI
- R4 1.6l T-GDI
- R4 2.0l MPI

Wysokoprężne:
- R4 1.5l CRDi
- R4 1.6l CRDi